# Кловис (култура)
Културата Кловис е праисторическа археологическа култура от каменната епоха, разпространена на територията на Северна и Централна Америка.
Нейното начало се свързва с края на последния ледников период, а краят – с началото на захлаждането в късния триас и масовото измиране на фауната в Северна Америка. Разпространението на тази култура датира от 9500 – 9000 години пр.н.е.
Съвременни генетични изследвания установяват, че хората от тази култура са с произход от Сибир и Далечния Изток. Преминаването оттам става по замръзналия по това време Берингов проток.
Археологическите находки, дали името на културата Кловис, са намерени в Кловис (Ню Мексико) през 20-те и 30-те години на XX век Площадката носи името Blackwater Locality No. 1 (29RV2; LA3324) и е представителна за културата.